# Diethard Pallaschke
Diethard Ernst Pallaschke (* 30. Juni 1940 in Friedland, Ostpreußen; † 8. Juli 2020) war ein deutscher Mathematiker und Hochschullehrer.

## Leben
Geboren in Friedland in Ostpreußen blieb Pallaschke seiner Heimat zeitlebens verbunden und besuchte sie regelmäßig.
Nach der Flucht am Ende des Zweiten Weltkrieges mit seinen Eltern und seinem Bruder wuchs er in Bonn auf.
Pallaschke besuchte das Aufbaugymnasium Marienhöhe in Darmstadt.
1960 machte er dort sein Abitur.
Um sein Studium zu finanzieren, verkaufte Pallaschke mit einem Bauchladen Bahnfahrkarten.
Er studierte an der Rheinischen Friedrich-Wilhelms-Universität Bonn und an der Hebräischen Universität Jerusalem Mathematik.
Er schloss sein Studium 1965 mit dem Diplom ab.
Pallaschke promovierte 1967 an der Rheinischen Friedrich-Wilhelms-Universität Bonn mit einer Arbeit zum Thema Verallgemeinerte Basen für topologische lineare Räume bei Heinz Unger.
1969 habilitierte er sich mit einer Arbeit zum Thema Topologische Eigenschaften einer Klasse nicht notwendig lokal konvexer metrischer Funktionenräume.
In den folgenden Jahren war Pallaschke Professor an den Universitäten Darmstadt (1972 bis 1973), Münster (1973 bis 1977), Bonn (1977 bis 1981) und Karlsruhe (1981 bis 2008).
In Karlsruhe arbeitete er an der Fakultät für Wirtschaftswissenschaften, Institut für Operations Research (IOR), Arbeitsbereich Optimierungstheorie.
2008 wurde er emeritiert.

## Wirken
Hauptforschungsthemen von Pallaschke waren die Optimierung, die Konvexgeometrie, die Wirtschaftsmathematik, die Funktionalanalysis und die Numerische Mathematik.
Pallaschke war Mitglied der Gesellschaft für Angewandte Mathematik und Mechanik, der Society Economy and Operations Research und der American Mathematical Society.
Pallaschke pflegte enge Kontakte zu polnischen Mathematikern.
Daraus gingen gemeinsame Veröffentlichungen hervor.
Außerdem engagierte er sich bei der Förderung polnischer Nachwuchswissenschaftler.
Pallaschke knüpfte enge Kontakte zu israelischen und jüdischen Wissenschaftlern weltweit.
Diese Kontakte und der weltweit vordringende Antisemitismus auch in der Wissenschaft führten zu seinem Engagement für den Scholars for Peace in the Middle East (SPME).
2007 gründete Pallaschke zusammen mit Matthias Küntzel, Elvira Grözinger, Abraham Ashkenasi, Karl Erich Grözinger, Irmela von der Lühe, Peter von der Osten-Sacken und anderen die deutsche Sektion der Organisation Scholars for Peace in the Middle East (SPME).
Diese Organisation ist ein Zusammenschluss von 20.000 Wissenschaftlern aller Fachrichtungen aus verschiedenen Ländern gegen Antisemitismus, Antizionismus und Antiisraelismus.
Ihr Hauptsitz ist in den USA.
Neben der deutschen hat sie auch eine österreichische Sektion.
Pallaschke war der erste Präsident der deutschen Sektion des SPME.
Auch nach seiner Emeritierung förderte Pallaschke aktiv den deutsch-israelischen Wissenschaftleraustausch.

### Aktionen gegen Antisemitismus
Pallaschke unterstützte viele Aktionen gegen Antisemitismus im In- und Ausland, darunter:
- 2004 gehörte Pallaschke zu den Erstunterzeichnern des offenen Briefes an die Bundesfamilienministerin Renate Schmidt (SPD) und an den Bundeskanzler Gerhard Schröder (SPD). Dieser Brief wandte sich gegen Pläne der rot-grünen Bundesregierung, aus dem Projekt Aufstand der Anständigen auszusteigen und die Gelder für haGalil zu streichen.[11]
- 2008 schloss sich Pallaschke zusammen mit dem Vorstand des deutschen SPME dem Protest gegen antiisraelischen Boykott der Pariser Buchmesse 2008 an.[12]
- In einem Artikel im The Wall Street Journal prangerte Pallaschke die Unterstützung des antisemitischen Iran und des Iranischen Atomprogramms durch die Wirtschaft Deutschlands an.[13]
- 2009 unterstützte Pallaschke den Aufruf der Jüdischen Gemeinde zu Berlin Solidarität mit Israel Stoppt den Terror der Hamas.[14]
- 2014 gehörte Pallaschke zum Koordinierungsrat deutscher Nichtregierungsorganisationen gegen Antisemitismus. Dieser Koordinierungsrat forderte in einem Brief einen regelmäßigen Bericht der Bundesregierung zur Antisemitismusentwicklung in der Bundesrepublik Deutschland.[15]
- 2018 unterstützte Pallaschke die Grundsatzerklärung Antisemitismus der WerteInitiative. jüdisch-deutsche Positionen.[16]

## Ehrungen
Pallaschke erhielt die Ehrendoktorwürde der Universität Zielona Góra.
2015 wurde er Ehrenmitglied der Polnischen Mathematischen Gesellschaft.

## Familie und Privates
Pallaschke war verheiratet und hatte eine Tochter.
Pallaschke war Siebenten-Tags-Adventist.

## Bücher

### Als Autor
- Foundations of Mathematical Optimization: Convex Analysis Without Linearity, Springer, 2010, ISBN 978-90-481-4800-4
- Pairs of Compact Convex Sets: Fractional Arithmetic with Convex Sets, Mathematics and Its Applications, Band 548, Springer, 2003, ISBN 978-90-481-6149-2
- Foundations of Mathematical Optimization, Kluwer Academic Publisher, 1998, ISBN 978-0-7923-4424-7
- Topologische Eigenschaften einer Klasse nicht notwendig lokal konvexer metrischer Funktionenräume, Gesellschaft für Mathematik und Datenverarbeitung Bonn. Nr. 25, 1969

### Als Herausgeber
- Numerical Methods of Nonlinear Programming and their Implementations zusammen mit C. Richter und Horst Hollatz, Wiley-VCH Verlag GmbH, 1991, ISBN 978-3-05-500883-2
- Optimization, Parallel Processing and Applications: Proceedings of the Oberwolfach Conference on Operations Research zusammen mit Alexander Kurzhanski, Klaus Neumann, February 16–21, 1987, Springer, ISBN 978-3-540-19053-0
- Nondifferentiable Optimization: Proceedings of an IIASA (International Institute for Applied Systems Analysis) zusammen mit Vladimir F. Demyanov, Springer, 1985, ISBN 978-3-540-15979-7
- Selected Topics in Operations Research and Mathematical Economics zusammen mit Gerald Hammer, Proceedings of the 8th Symposium on Operations Research, Springer, 1984, ISBN 978-3-540-12918-9
- Special Topics of Applied Mathematics: Functional Analysis, Numerical Analysis, and Optimization, Proceedings of the Seminar Held at the Gmd, Bonn, zusammen mit J. Frehse, U. Trottenberg, Elsevier Science Ltd, 1981, ISBN 978-0-444-86035-4
- Game theory and mathematical economics. Proceedings of the Seminar on Game Theory and Mathematical Economics zusammen mit Otto Moeschlin, Elsevier Science Ltd, 1981, ISBN 978-0-444-86296-9

### Fachartikel (Auswahl)
- Variational analysis and applications, 2019, Springer monographs in mathematics, Optimization 68 (5), S. 1073–1074
- An easy path to convex analysis and applications, 2016, Optimization 65 (2), S. 567–568
- Quasidifferentiable Calculus and Minimal Pairs of Compact Convex Sets zusammen mit Ryszard Urbanski, 2012, Schedae Informaticae 21
- Minimal Fractions of Compact Convex Sets zusammen mit Ryszard Urbanski, 2005, Variational Analysis and Applications, S. 791–811
- Ekeland’s Variational Principle, Convex Functions and Asplund-Spaces, 1992, Modern Methods of Optimization, S. 274–312
- Quasi-differentiable functions in non-differentiable optimization theory, 1988, Mathematical research 45, S. 137–141
- On the Construction of Utility Functions Which Correspond to Homogeneous Demand Systems, 1984, Operations Research and Economic Theory, S. 75–81
- Infinite-dimensional von Neumann models, 1977, Mathematical Economics and Game Theory, S. 313–321
- Optimale Differentiations- und Integrationsformeln in Co [a, b], 1976, Numerische Mathematik 26 (2), S. 201–210

### Politische Artikel
- The Country With Real Leverage in Tehran, Wall Street Journal Europe, 7. Oktober 2008 online